# Hacı Bayram, Altındağ

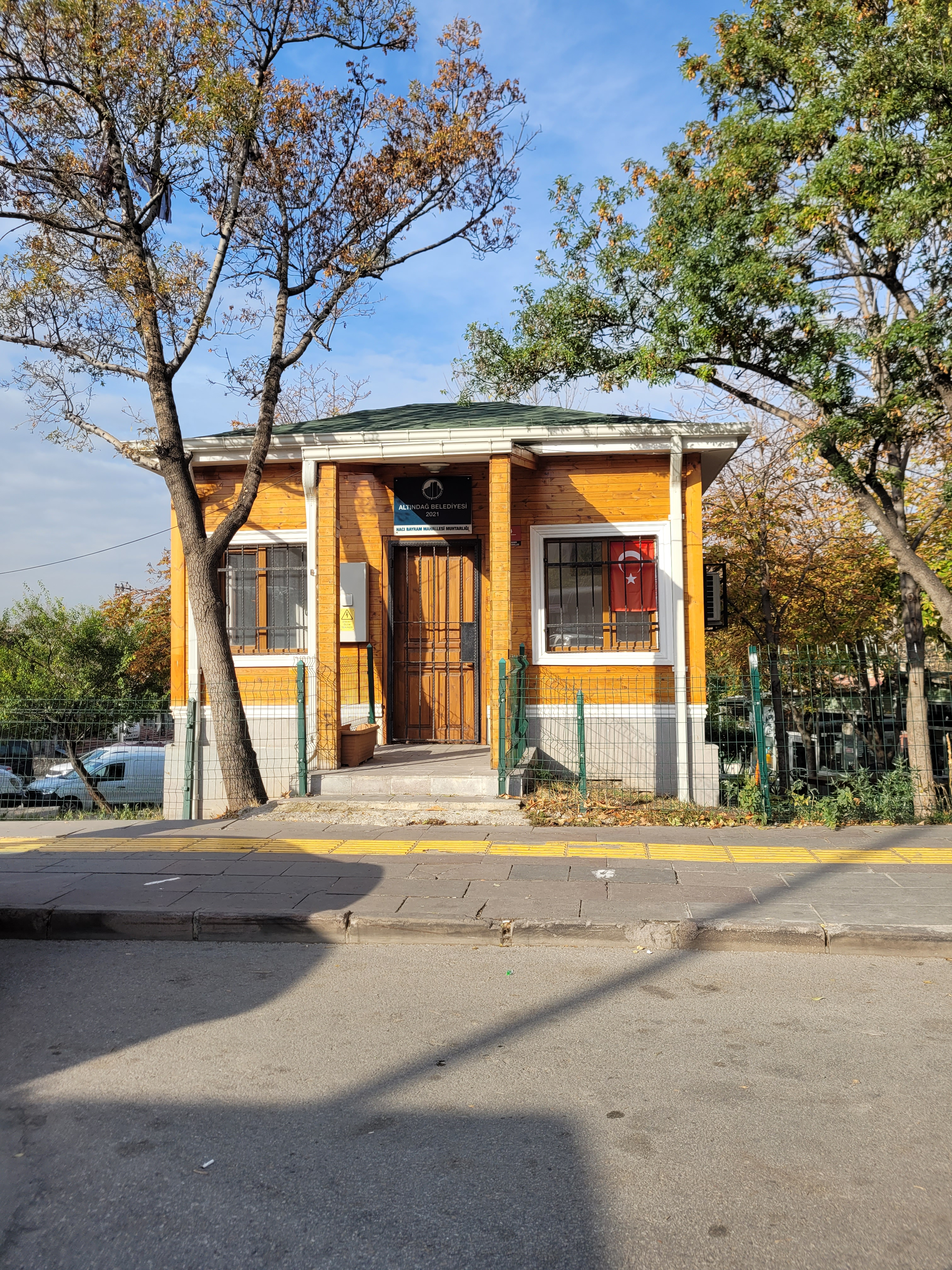

Hacı Bayram là một xã thuộc huyện Altındağ, tỉnh Ankara, Thổ Nhĩ Kỳ.